# Wichís
Pour la langue, voir Wichi (langue).
Les Wichís (ou Weenhayek en Bolivie) sont une ethnie indigène du Chaco central et du Chaco austral, en Amérique du Sud, particulièrement en Argentine, mais aussi en Bolivie et au Paraguay. Les Quechuas de l'Empire inca leur donnèrent le nom péjoratif de Matacos, nom sous lequel ils ont été appelés jusqu'à la fin du XXe siècle (mataco est en fait le nom d'une espèce de tatou, commun dans la région).

## Distribution géographique
Au XVIe siècle, les Wichís habitaient les zones occidentales du Chaco central et austral, principalement la rive gauche du río Bermejo entre le 21° sud et le 22° 55′ sud. Plus tard, sous l'effet de l'invasion des Avá-Guaranís (ou Chiriguanos) et de leur propre croissance démographique, ils se déplacèrent vers le nord du Bermejo et vers le sud-est de la région du Chaco.
Ils étaient nomades à l'origine, mais leur ancienne proximité avec les ethnies andines les influença au point d'acquérir certains de leurs traits culturels caractéristiques, comme la monogamie, la possession de territoires par les familles (groupes restreints de même parenté), ainsi qu'un début d'agriculture avec accumulation d'excédents, ce qui bien sûr favorisa chez eux la sédentarité.
En 2007, les Wichís habitaient principalement dans l'est du département de Tarija, en Bolivie et dans le Chaco de la province argentine de Salta (dans le nord-est de cette province). Il existe également des établissements wichís dans l'ouest des provinces argentines de Formosa et du Chaco, ainsi que dans l'extrême nord-ouest de la province de Santiago del Estero. Il est possible qu'il y en ait quelques-uns dans l'extrême sud-ouest du Chaco boréal au Paraguay, mais ils n'ont pas été enregistrés comme tels dans les derniers recensements.

## Origine
Beaucoup d'anthropologues attribuent aux Wichís une origine patagonienne (pampide), mais avec d'indubitables influences et apports amazoniens et andins, ce qui se reflète dans leur taille : leur stature est généralement moindre que celle des autres ethnies du Chaco de la famille pampide.

## Langue
Le wichi fait partie de la famille linguistique des langues langues mataco-guaicuru (es), sous-famille des langues mataguayo. Ce dernier groupe inclut les langues d'autres ethnies : les ethnies chorote, maká, chulupí, mataguayo et vejoce. Quant à ces derniers, leur filiation avec les Wichís actuels (en 2007) est tellement étroite qu'on les considère simplement comme une partialité ethnique.

## Société
Déjà au XVIe siècle, ils avaient adopté un mode de vie sédentaire quasi complet, possédant des établissements le long des cours d'eau. Ils formaient des communautés faites d'individus de même origine familiale. Chacune d'entre elles était administrée par un chef et par un conseil communautaire formé de membres masculins. Certaines communautés ou groupes parentaux formaient des partialités. Leurs habitations étaient des huttes (huep) construites avec des branchages, qui avaient la forme de cupules de deux à trois mètres de diamètre. Dans chacune habitaient les membres d'une même famille.

## Alimentation
Avant le XXe siècle, leur agriculture dépassait à peine le stade de l'horticulture, et malgré l'influence andine dont il a été question plus haut, ils conservaient (et conservent toujours aujourd'hui) le mode de production chasse-cueillette. Leur alimentation principale provenait de la chasse, de la pêche et de la cueillette. Les femmes s'occupaient de la culture de petites courgettes, et tous participaient à la cueillette saisonnière de noix de coco de palmiers (tels le pindó, le yatay, le caranday), de caroubes, de haricots, de marrons, de tasi, ainsi qu'à la collecte du miel.
Comme chez beaucoup d'autres peuples dont le mode de production a été jusqu'il y a peu principalement la chasse et la pêche, l'interdépendance avec les animaux est telle que les Wichís en sont arrivés à qualifier ces derniers de « frères ».
Leurs objets et ustensiles étaient principalement faits en bois (par exemple les instruments de labour qui avaient une certaine ressemblance avec les llakta des peuples andins), bien qu'ils affectionnassent aussi les travaux de vannerie, de céramique, de pierre polie et les textiles comme les yika ou bourses de caraguatá (Bromelia hieronymi ou chaguar en quechua) très utilisées pour confectionner d'élégantes gibecières appelées yiska.

## Religion
Les anthropologues ont inclus leur système de croyances dans l'animisme et le chamanisme. Ils rendaient un culte aux êtres de la nature et possédaient la notion d'un être supérieur (Tokuah ou Tokuaj) qui régissait le monde.

## Histoire après la conquête
Les Espagnols ne purent jamais soumettre les peuples du Chaco du temps de leur colonisation. C'est seulement à la fin du XIXe siècle que les Argentins firent la conquête de ces terres. Comme en Patagonie, celle-ci se traduisit par massacres et asservissement.

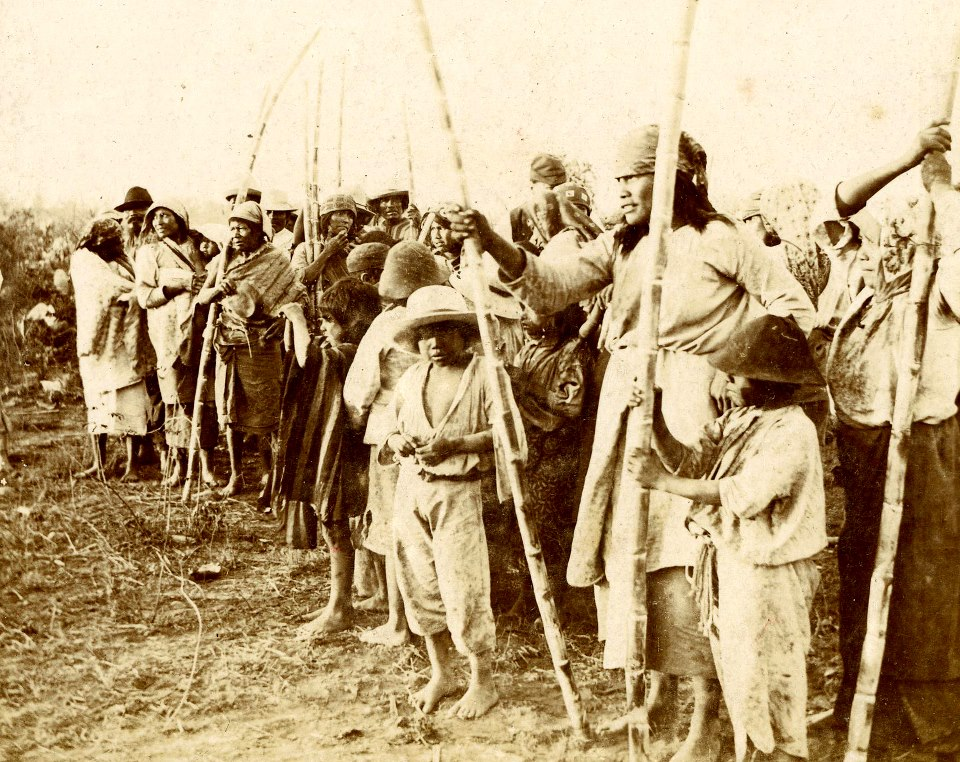
Groupe de Wichís vers 1890.

Dès la fin de la décennie 1870, les Wichís commencèrent à être réduits par l'homme blanc. Ils furent forcés de travailler dans la récolte du coton, dans la pénible récolte de la canne à sucre (la zafra) ou à payer leurs dettes sous forme de travaux forestiers effectués à la hache. En 1914, arrivèrent des missionnaires anglais qui les convertirent à l'anglicanisme : ces pasteurs se retirèrent en 1982 durant la Guerre des Malouines, ce qui permit aux Wichís de récupérer certains de leur traits culturels et de s'organiser en communautés. De sorte qu'en 1986, le bilinguisme fut admis dans les écoles de la région où ils habitent.
Tout au long du XXe siècle, leurs conditions de vie ont été celles d'une extrême pauvreté c'est-à-dire de quasi indigence, subsistants grâce à la culture de petites parcelles, à la cueillette, la chasse et la pêche des ressources dégradées du Chaco, ou encore grâce à la vente de produits de leur artisanat, de grande valeur artístique et technique par ailleurs (les hommes réalisent des sculptures sur bois de guayacán, les femmes produisent des tissus de caraguatá et des petites céramiques). Comme beaucoup de membres d'autres ethnies amérindiennes argentines, les Wichís se sont hispanisés en grande partie et bon nombre d'entre eux ont migré dans les zones urbaines, où on les retrouve dans les quartiers les plus humbles.
Beaucoup de Wichís ont été convertis au protestantisme des évangéliques ou des pentecôtistes.

## Situation actuelle
La population des Wichís et Weenhayek a été recensée relativement récemment grâce aux recensements argentin de 2010 et bolivien de 2012. En 2010, le recensement argentin recense 50 419 Wichís au sein de sa population, principalement situés dans les régions septentrionales du pays. En 2012, le recensement bolivien recense 5 315 Weenhayek au sein de sa population, principalement situés dans le département de Tarija, au sud du pays. 
En 2007, les Wichís constituaient la seconde ethnie indigène du Chaco de la province de Salta et possédaient des écoles bilingues pour ne pas perdre leurs traditions. Les enquêtes complémentaires au recensement effectuées en 2004-2005 indiquent que quelque 40 000 argentins se reconnaissent comme appartenant à l'ethnie wichí. Parmi eux, 47 % parlent quasi exclusivement leur langue (parmi ces derniers, 80 % sont des femmes).
En 2007 également, les Wichís demandent à la Cour suprême qu'elle ordonne l'arrêt des travaux de terrassement et l'abattage des arbres auxquels les producteurs d'éthanol et d'agrocarburants issus de cultures transgéniques procèdent à grande échelle sur leurs terres. Selon la journaliste et avocate, Mara Puntano : « À Salta, c'est comme durant la colonisation : les entreprises pénètrent sur les terres indigènes et font ce qui leur plaît, le plus souvent avec l'aide des politiciens locaux ».
Fin 2008, la Cour a statué dans le sens demandé. Les Wichis attendent un jugement définitif, bien décidés à faire valoir leur droit ancestral.